# 東街口駅
東街口駅（とうがいこうえき）は中華人民共和国福建省福州市鼓楼区にある福州地下鉄1号線・4号線の駅である。1号線は2017年1月6日、4号線は2023年8月27日に開業した。

## 駅構造
地下2階、3階にそれぞれ島式ホーム1面2線を有する地下駅である。出口は4か所がある。

### 駅階層
| 地面    |                              | 出入口                           |
| 地下1階 | ホール                       | 改札口、駅事務所                 |
| 地下2階 | ■1番線                       | ← ■1号線 象峰方面 （屏山）       |
| 地下2階 | 島式ホーム、左側のドアが開く |                                  |
| 地下2階 | ■2番線                       | → ■1号線 三江口方面 （南門兜） → |
| 地下3階 | ■1番線                       | ← ■4号線 帝封江方面 （省立医院） |
| 地下3階 | 島式ホーム、左側のドアが開く |                                  |
| 地下3階 | ■2番線                       | → ■4号線 鳳凰池方面 （西門） →   |

## 駅周辺
- 三坊七巷（中国語版）

## 歴史
- 2011年4月7日 - 建設開始[3]。
- 2016年9月 - 1号線工事完了[4]。
- 2017年1月6日 - 1号線一期北セクションの開通により開業[5]。
- 2023年8月27日 - 4号線が開業[2]。乗り換え駅となる。

## 隣の駅
福州地下鉄
■1号線
屏山駅 - 東街口駅 - 南門兜駅
■4号線
西門駅 - 東街口駅 - 省立医院駅